# Carbay
Carbay é uma comuna francesa na região administrativa da Pays de la Loire, no departamento de Maine-et-Loire. Estende-se por uma área de 7,63 km². Em 2010 a comuna tinha 270 habitantes (densidade: 35,4 hab./km²).